# شبه زمرة
شبه زمرة (بالإنجليزية Quasigroup) هي بنية جبرية تأخذ شكل (* , H ) حيث H تمثل المجموعة وذات رابط (*) بشرط أن يكون تجميعيا أي لكل a , b , c في H فإن:
( a * b) * c = a * (b * c ).

## التعاريف
هناك تعريفان شكليان على الأقل متكافئان هيكليًا لشبه الزمرة:
- يُعرّف الأول شبه الزمرة بأنها مجموعة ذات عملية ثنائية واحدة.
- ويُعرّف الثاني، من الجبر الشامل، شبه الزمرة بأنها مجموعة ذات ثلاث عمليات أولية.